# Глухий язиково-губний фрикативний
Глухий язиково-губний фрикативний — приголосний, що існує в кількох мовах. У Міжнародному фонетичному алфавіті записується як ⟨θ̼⟩ або ⟨ɸ̺⟩.

## Особливості
- Спосіб творення — фрикативний, тобто один артикулятор наближається до іншого, утворюючи вузьку щілину, що спричиняє турбулентність.
- Місце творення — язиково-губне, тобто він артикулюється язиком проти губи.
- Тип фонації — глуха, тобто цей звук вимовляється без вібрації голосових зв'язок.
- Це ротовий приголосний, тобто повітря виходить крізь рот.

- Механізм передачі повітря — егресивний легеневий, тобто під час артикуляції повітря виштовхується крізь голосовий тракт з легенів, а не з гортані, чи з рота.

## Поширеність
| Мови       | Мови       | Слово | МФА     | Значення       | Примітки |
| ---------- | ---------- | ----- | ------- | -------------- | -------- |
| Біг-намбас | Біг-намбас |       | [ˈinɛθ̼] | 'він астматик' |          |